# Gjemnes
Gjemnes är en kyrkby i Gjemnes kommun i Møre og Romsdal fylke i västra Norge. Byn ligger vid fylkesväg 6114, vid sidan av Europaväg 39, på norra sidan av Batnfjorden. Här finns Gjemnes kyrka.
Gjemnessundsbron förbinder byn med Bergsøya och riksväg 70, på andra sidan Gjemnessundet. Den utgör en del av Europaväg 39.

## Bilder

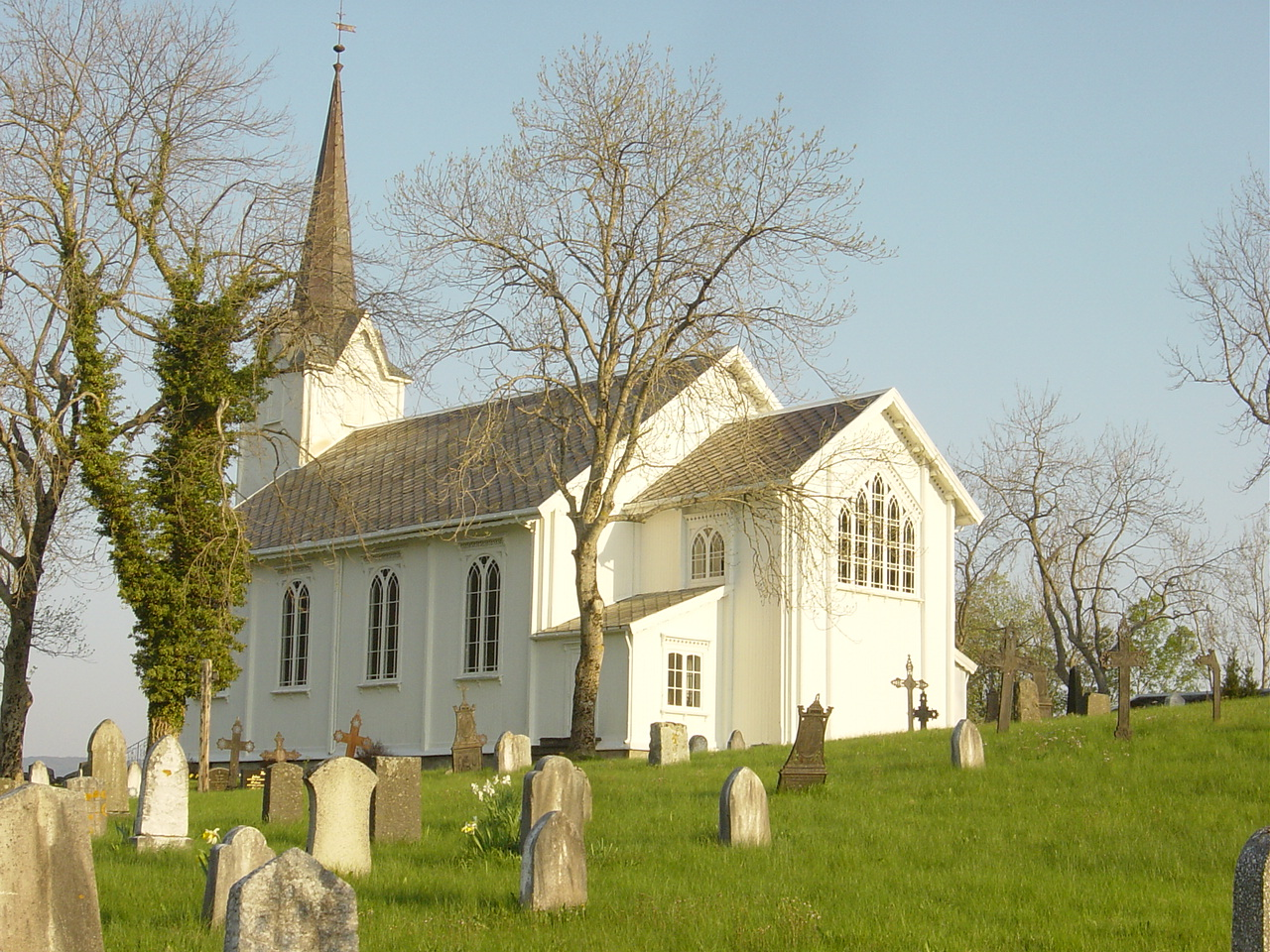
Gjemnes kyrka.
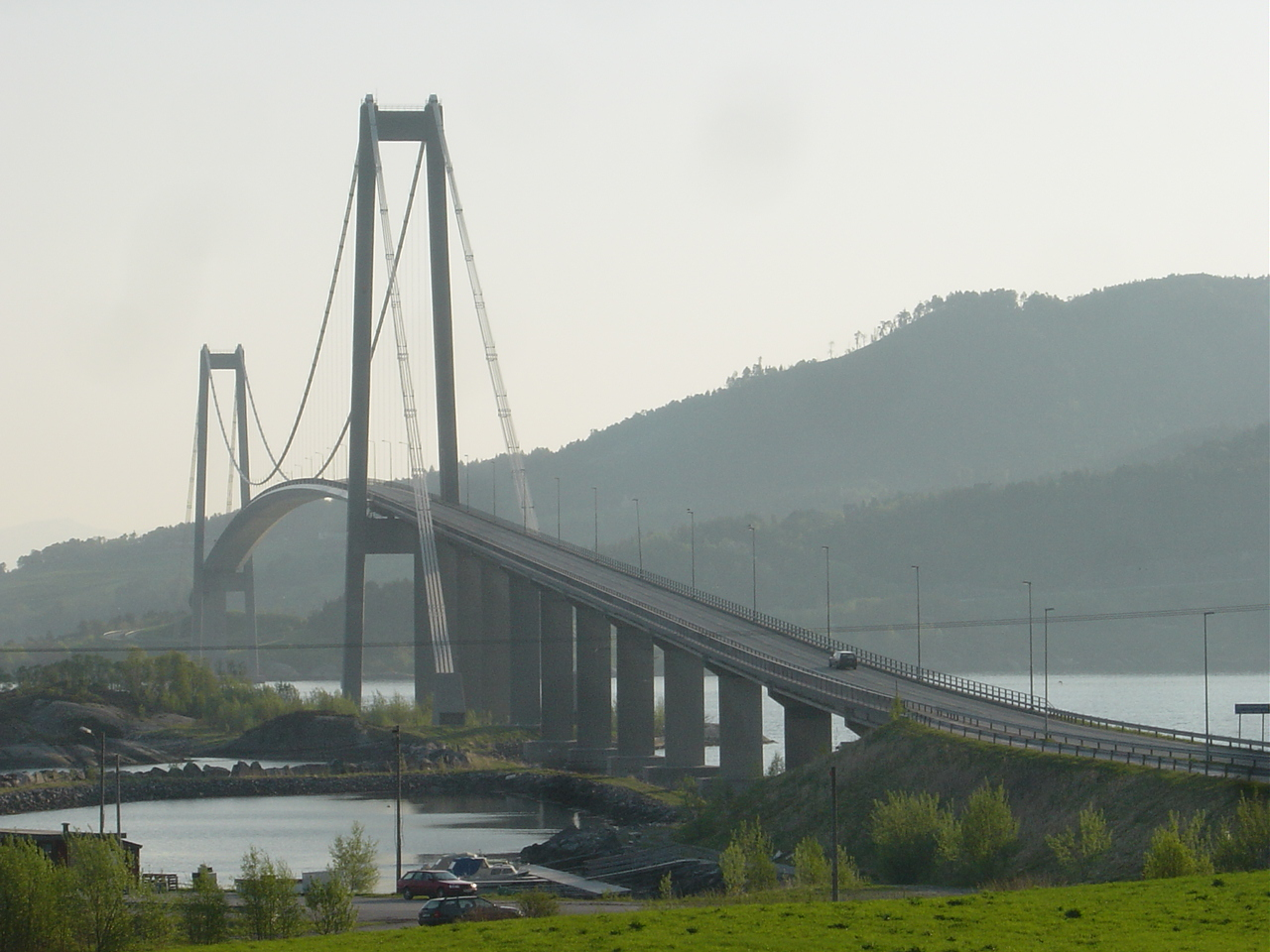
Gjemnessundsbron.
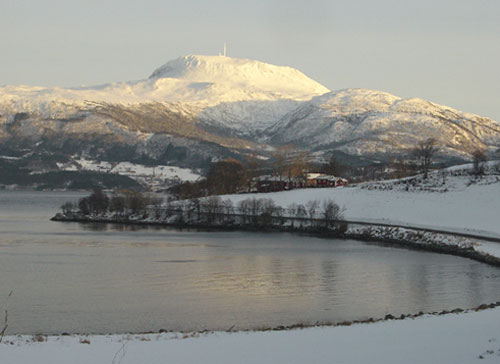
Vy mot Reinsfjellet från Gjemnes.